# Legión de Honor Mexicana
La Legión de Honor Mexicana es un cuerpo de reserva de personal tanto activo como retirado o en descanso del Ejército Mexicano (Generales, Jefes, Oficiales y personal de Tropa), con el fin de conservar la experiencia ganada por años de servicios. En caso de necesidad, pueden ser llamados al servicio activo. Es uno de los cuerpos de reserva que se han creado durante la historia militar de México. Uno de ellos fue creado por el general Porfirio Díaz en el Ejército Federal.

## Historia
Aunque existen antecedentes en los diferentes ejércitos mexicanos que han existido, fue en la época Revolucionaria y bajo el gobierno de Venustiano Carranza cuando se formó un cuerpo de reserva llamado Legión de Honor del Ejército Nacional el 7 de junio de 1917, misma que se suprimió unos años; al pacificarse el país, no se requirieron reservas numerosas. Lo mismo ocurrió cuando el gobierno institucional, basado en el Partido Nacional Revolucionario, logró detener las asonadas y movimientos militaristas que durante un siglo y medio habían literalmente partido al país, por lo que el presidente Miguel Alemán Valdés, por decreto del 1 de febrero de 1949, creó la Legión de Honor Mexicana, bajo la dirección del Secretario de la Defensa Nacional, el general Gilberto R. Limón.
En el decreto se establecían dos funciones principales:
- "I.- Para enaltecer y preservar los hechos sobresalientes de nuestra historia, en las guerras que la nación ha sostenido contra países extranjeros y en las luchas internas de las que ha surgido el mejoramiento del pueblo.
- II.- Para honrar en vida a los militares que hayan participado en los hechos a que se refiere la fracción anterior y a los que en cualquier forma meritoria contribuyan de manera relevante a la formación de nuestra nacionalidad o salvaguardar la soberanía e independencia nacionales, consagrada en nuestra Constitución política.”

En el mismo texto indica que la integrarán los defensores de la República, precursores y veteranos de la Revolución, los militares que en lo futuro participen en la defensa de la soberanía nacional y los militares en activo que cumplan 30 años de servicio ininterrumpido. Como pertenecer a la legión era todo un honor las solicitudes de ingreso fueron numerosas y para resguardar la memoria de todos sus integrantes se creó la revista El Legionario en 1951, que se publicó en 1982.

## Organización
La Legión para su gobierno interior se compone de:
- Comandancia General, una Segunda Comandancia, una Comisión Ejecutiva, un Consejo de Honor, la Jefatura de Organización y Administración, la Ayudantía General, la Sección Especial, la Sección Administrativa, un grupo de Asesoría Jurídica, un grupo para el Personal Militar del Activo y el Grupos de Legionarios residentes en la República.[2]

## Ingreso
Para ingresar a la Legión debe estar el postulante en uno de los siguientes casos: ser defensores de la República, precursores y veteranos de la Revolución o militares que participen en la defensa de la soberanía nacional, como a la fecha de creación de la Legión se permitió que los militares en activo que cumplan 30 años de servicio con una limpia carrera jerárquica, proporcional a las condiciones de profesionalismo, vocación y conducta militar y civil, acordes con lo que establecen las leyes y reglamentos militares vigentes. 
Esta solicitud es estudiada por un comité y, luego de dar su fallo favorable, el candidato es integrado a la Legión.

## Lista de comandantes generales

Distintivo para traje civil de la Legión

Los comandantes de la Legión de Honor Mexicana han sido los siguientes:
- Gral. de Div. Cándido Aguilar Vargas, 01-feb-49 al 30-oct-50
- Gral. de Div. Federico Montes, 01-nov-50 al 01-dic-50
- Gral. de Div. Francisco L. Urquizo, 01-ene-51 al 01-ene-53
- Gral. de Div. Juan Jiménez Méndez, 01-ene-53 al 16-nov-54
- Gral. de Div. Aureo L. Calles, 16-nov-54 al 20-nov-57
- Gral. de Div. Ramón F. Iturbe, 01-ago-58 al 16-feb-66
- Gral. de Div. Benito Bernal Miranda, 16-feb-66 al 15-jun-70
- Gral. de Div. Javier Echeverría Adame Marquina, 16-jun-70 al 11-ene-87
- Gral. de Div. Francisco González Swain, 11-ene-87 al 30-jun-87
- Gral. de Div. Joaquín Felipe Leyzaola, 01-jun-87 al 16-jun-91
- Gral. de Div. P.A. Héctor Berthier Aguiluz, 09-ago-91 al 19-ago-95
- Gral. de Bgda. I.I. Ret. Jorge Mario Rojas Madrigal, 20-ago-95 a la fecha
- Gral. de Div. DEM. Salvador Revueltas Olvera, 16-nov-95 al 3-oct-04
- Gral. de Div. DEM. Ret. Alfredo Hernández Pimentel, 16-Oct-04 al 30-jun-2021.
- Gral. de Div. E.M. Ret. Luis Arturo Oliver Cen, 01-Jul-2021 a la fecha.